# Manglish
Manglish oder Malaysisches Englisch ist eine in Malaysia und Brunei gesprochene Varietät der englischen Sprache. Sie ist nicht nach der internationalen Sprachnormung ISO 639 kategorisiert.
Manglish wird von der großen Mehrheit der Englisch sprechenden Bevölkerung Malaysias im Alltag benutzt. Auch im Radio und im Fernsehen kommt Manglish zur Verwendung.
Generell gesehen entstand Manglish durch chronische Grammatikfehler im Gebrauch der englischen Sprache, die schließlich von der Gesellschaft im Alltagsgebrauch ungewollt akzeptiert wurden. Diese Fehler entstanden hauptsächlich durch die Wort-für-Wort-Übersetzung von Redewendungen aus der Malaiischen Sprache. Außerdem findet die malaiische Höflichkeitspartikel „Lah“ eine viel häufigere Anwendung als in ursprünglicher Funktion.
Über ein Drittel der malaysischen Bevölkerung spricht Chinesisch als Muttersprache. Diese Sprache hat weiter großen Einfluss auf die Entwicklung des Manglish.
Die leicht abweichende Aussprache ist ein untergeordnetes Merkmal im Manglish, da ein Großteil der malaysischen Bevölkerung die englische Sprache beherrscht.
Manglish wird vor allem von Jugendlichen angewendet. Zahlreiche Sprecher finden sich jedoch in allen Altersklassen.
Eine direkte Kommunikation zwischen einem Englisch-Sprecher und einem Manglish-Sprecher stellt keine großen Schwierigkeiten dar.
| Korrektes Englisch | Manglish        | Malaiisch (Deutsche Übersetzung)              | Deutsch                       |
| ------------------ | --------------- | --------------------------------------------- | ----------------------------- |
| It is possible!    | Can!            | Bisa! (möglich)                               | Das funktioniert/ist möglich! |
| Afterwards; Then   | After this/that | Selepas ini/itu (nach das)                    | Danach; Dann                  |
| It isn’t necessary | No need         | Tak payah (nicht Schwierigkeit/Notwendigkeit) | Nein Danke, ist nicht nötig.  |
| Furthermore        | Some more       | Lagi pun (mehr sogar)                         | Außerdem; Des Weiteren        |
| Furthermore        | Other than that | Selain itu (soanders das)                     | Außerdem; Des Weiteren        |
| Hurry up!          | Fasterlah!      | Cepatlah! (Schnell[Höflichkeitspartikel]!)    | Beeil dich!; Schneller!       |
| There is/are       | Got             | Ada (haben; existieren)                       | Es gibt                       |